# Der Graf

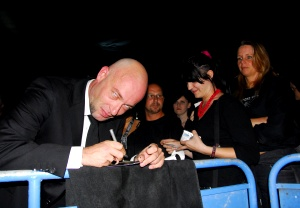
Der Graf w 2007 roku

Der Graf (ur. w latach 70. XX w. w Akwizgranie lub Würselen) – niemiecki piosenkarz, autor tekstów i były lider zespołu Unheilig, z którego odszedł w 2016 roku.

## Życiorys

### Przed rozpoczęciem kariery muzycznej
Artysta chroni swoje życie prywatne i nie zdradza z niego wielu szczegółów. Nieznany jest m.in. jego dokładny wiek. Najprawdopodobniej Der Graf urodził się w  Würselen. Następnie dorastał w Akwizgranie, który uważa za swoją ojczyznę i prywatne miejsce odosobnienia. W dzieciństwie śpiewał w kościelnym chórze, a w młodości zmagał się z jąkaniem. Jako introwertyk wolał milczeć, niż wyrażać się za pomocą słów. Dopiero dzięki muzyce, którą określił jako własny sposób wypowiadania się w tytule swojej autobiografii Als Musik meine Sprache wurde, udało mu się wyrazić swoje przemyślenia odnośnie do kwestii skłaniających go do istotnych refleksji nad światem. Wokalista marzył o własnym studiu nagraniowym. Po zdanej maturze odbył służbę wojskową, aby zarobić pieniądze na jego zakup. Przez cztery lata był żołnierzem kontraktowym. Zdobył również wykształcenie technika dentystycznego. Wykwalifikował się też na akustyka aparatów słuchowych. Ostatecznie zrezygnował ze stałego miejsca pracy i rozpoczął muzyczną karierę. 

### Kariera muzyczna
W 1999 roku założył zespół Unheilig. Oprócz niego członkami grupy zostali piosenkarz Grant Stevens i producent muzyczny Jose Alvarez-Brill. Zadebiutowali w 2000 roku piosenką Sage ja!, która stała się hitem. Muzycy wydali razem 2 albumy: Phosphor w 2001 roku i Das 2. Gebot w 2003 roku. Der Graf nie chciał jednak więcej zgadzać się na muzyczne kompromisy. W 2003 roku z kapeli odeszli Grant Stevens i Jose Alvarez-Brill. Niemiecki twórca występował wówczas jedynie na żywo i współpracował gościnnie z innymi osobami pracującymi w branży muzycznej.  
Wkrótce do zespołu Der Grafa dołączyli kolejno: gitarzysta Christoph Termühlen (Licky) w 2002 roku oraz producent muzyczny i keyboardzista Henning Verlage w 2003 roku. W 2004 roku ukazał się ich wspólny album Zelluloid. Dwa lata później następna płyta Moderne Zeiten okazała się wielkim sukcesem. W 2008 roku do grupy wstąpił perkusista Martin Potthoff (Potti). Został wtedy także nagrany album Puppenspiel. 
W 2010 roku artyści wygrali Bundesvision Song Contest, wykonując specjalnie napisany przez Der Grafa dla swojej matki utwór pt. Unter deiner Flagge. Wtenczas na różnych niemieckich listach przebojów znalazły się też stworzona przez niego po śmierci przyjaciela piosenka pt. Geboren um zu leben oraz inne dzieła z albumu Große Freiheit, który zdobył dziewięciokrotnie miano platynowej płyty w Niemczech oraz znajdował się z przerwami przez 23 tygodnie na pierwszym miejscu w różnorodnych krajowych zestawieniach muzycznych. Z kolei ich kolejna płyta Lichter der Stadt została zaraz po wydaniu w 2012 roku umieszczona na pierwszym miejscu list przebojów w Austrii, Szwajcarii i Niemczech, gdzie już po 3 dniach po jej opublikowaniu uzyskała status złotej tak samo jak w tym momencie wcześniejszy album grupy Puppenspiel.  
W 2014 roku zespół świętował piętnastolecie swojej działalności. Na tę okazję wyprodukowano album kompilacyjny pt. Alles hat seine Zeit z 19 popularnymi singlami, w tym nową wersją pierwszej niemieckojęzycznej kompozycji Der Grafa pt. Stark z debiutanckiej płyty bandu Phospohor. Poza tym wtedy grupa wzięła też udział w niemieckich preselekcjach eurowizyjnych. Zaprezentowała takie utwory jak: Wir sind alle wie eins i Als wär`s das erste Mal. Zajęła w nich drugie miejsce.  
Niespodziewanie, 5 października 2014 roku, kiedy trwał szczyt jego kariery, Der Graf ogłosił w oficjalnym liście swoją decyzję o odejściu z kapeli Unheilig w 2016 roku. Stwierdził, że to czas zakończenia jego działalności i chce teraz spędzać więcej czasu ze swoją rodziną.  
10.09.2016 roku odbył się pożegnalny koncert zespołu w Kolonii. Był to także ostatni występ tej grupy muzycznej z Der Grafem.  

## Społeczne zaangażowanie
Der Graf odwiedzał wielokrotnie swoich fanów w szpitalach i hospicjach. Wspierał także od 2010 roku swoim projektem Die Grafschaft związek Herzenswünsche dla bardzo chorych dzieci. Otrzymał za to honorową nagrodę ECHO w kategorii Społeczne zaangażowanie w 2012 roku. Od maja tego samego roku był także ambasadorem fundacji Hear the World Foundation, która dba o wyrównanie szans i lepszą jakość życia dla osób, które utraciły słuch. 7 grudnia 2013 roku piosenkarz został wyróżniony narodową nagrodą KIND przez związek Kinderlachen za swoją honorową współpracę ze związkiem Herzenswünsche oraz za swoje zaangażowanie w ramach projektu Die Grafschaft. 

## Nagrody
W trakcie swojej kariery zdobył wraz z zespołem następujące muzyczne nagrody: Bambi w 2010 roku w kategorii Narodowy pop i Goldene Kamera dla najlepszego wykonawcy muzyki narodowej w 2013 roku. Zarówno on, jak i pozostali członkowie grupy należą także do grona laureatów nagrody ECHO, którą przyznano im sześciokrotnie w kategoriach: Artysta/Zespół niemiecki – rock/muzyka alternatywna/metal  w 2011, 2013 i 2015 roku, Album roku za płytę pt. Groβe Freiheit  w 2011 roku, Odnoszący najwięcej sukcesów za granicą narodowy producent w 2013 roku oraz Producent w 2011 roku.  W 2017 roku grupa była również ponownie nominowana do nagrody ECHO.  

## Dyskografia
jako The Graf
- 1994: Dreams and Illusions

wraz z Unheilig
→ Artykuł główny: Unheilig
wraz z innymi grupami
- 2007: Hold You (Imatem feat. Der Graf z albumu Home)
- 2011: Hol die Sterne (z In Extremo z albumu Sterneneisen)

## Wyróżnienia
- ECHO Pop
  - 2011: w kategorii Produzent (National) (Unheilig)
  - 2012: w kategorii Sonderpreis (za Aktion Die Grafschaft na cel Verein Herzenswünsche e. V.)
- KIND-Award
  - 2013 (za pracę na rzecz dzieci i młodzieży)